# Leben Johannes des Täufers (Le Faouët)

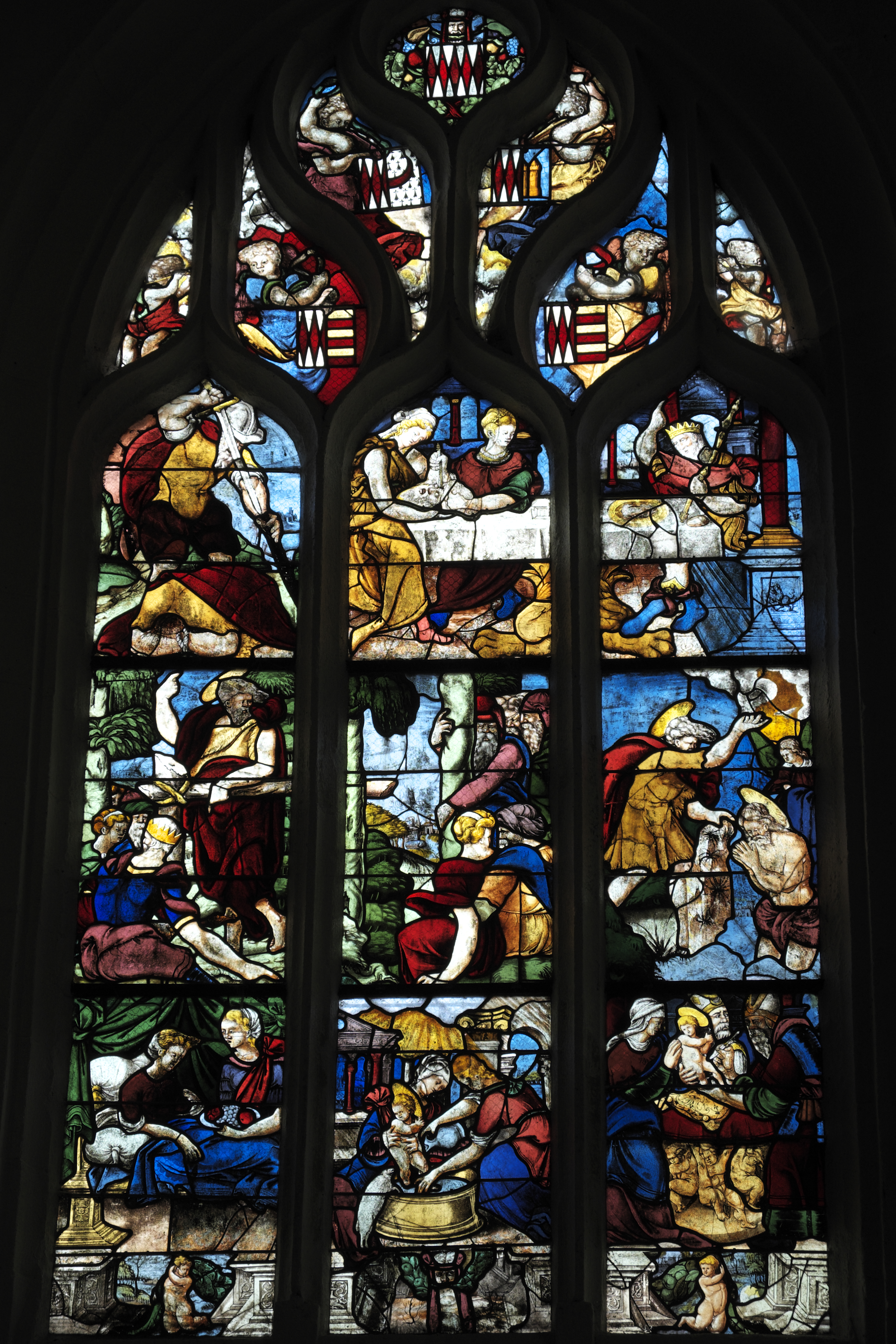
Fenster Leben Johannes des Täufers in Le Faouët

Das Fenster Leben Johannes des Täufers in der katholischen Kapelle St-Fiacre in Le Faouët, einer französischen Gemeinde im Département Morbihan in der Region Bretagne, wurde Mitte des 16. Jahrhunderts geschaffen. Das Bleiglasfenster wurde 1862 als Monument historique in die Liste der geschützten Objekte (Base Palissy) in Frankreich aufgenommen.
Das vier Meter hohe und 2,01 Meter breite Fenster im Querhaus wurde von einer unbekannten Werkstatt geschaffen. Es zeigt das Leben des Johannes des Täufers.
Im Jahr 1912 wurde das Fenster von Marcel Delon in Paris restauriert.
Neben dem Fenster Leben Johannes des Täufers sind noch vier weitere Fenster aus der Zeit der Renaissance in der Kirche erhalten (siehe Navigationsleiste).

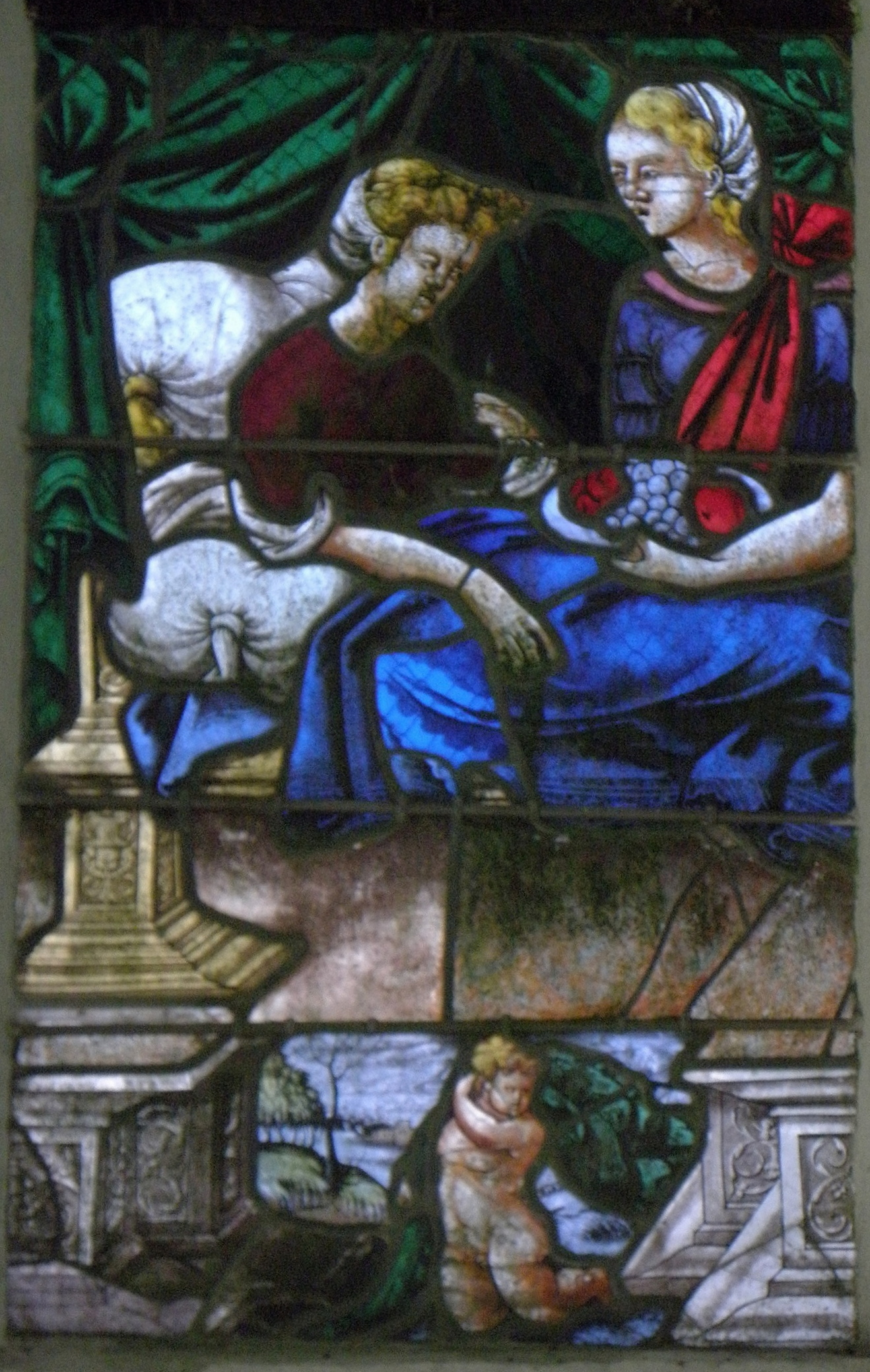
Geburt von Johannes
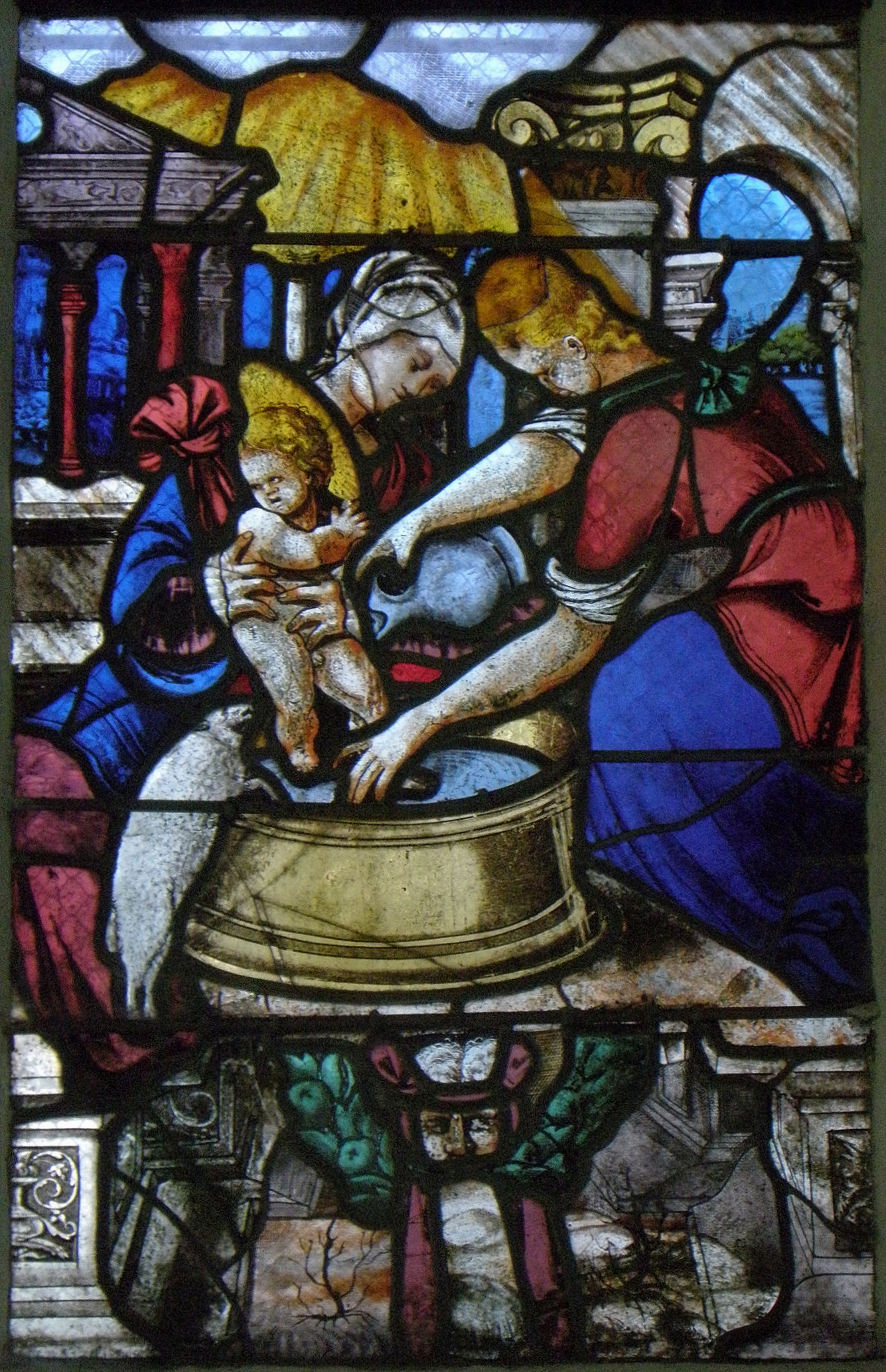
Erstes Bad
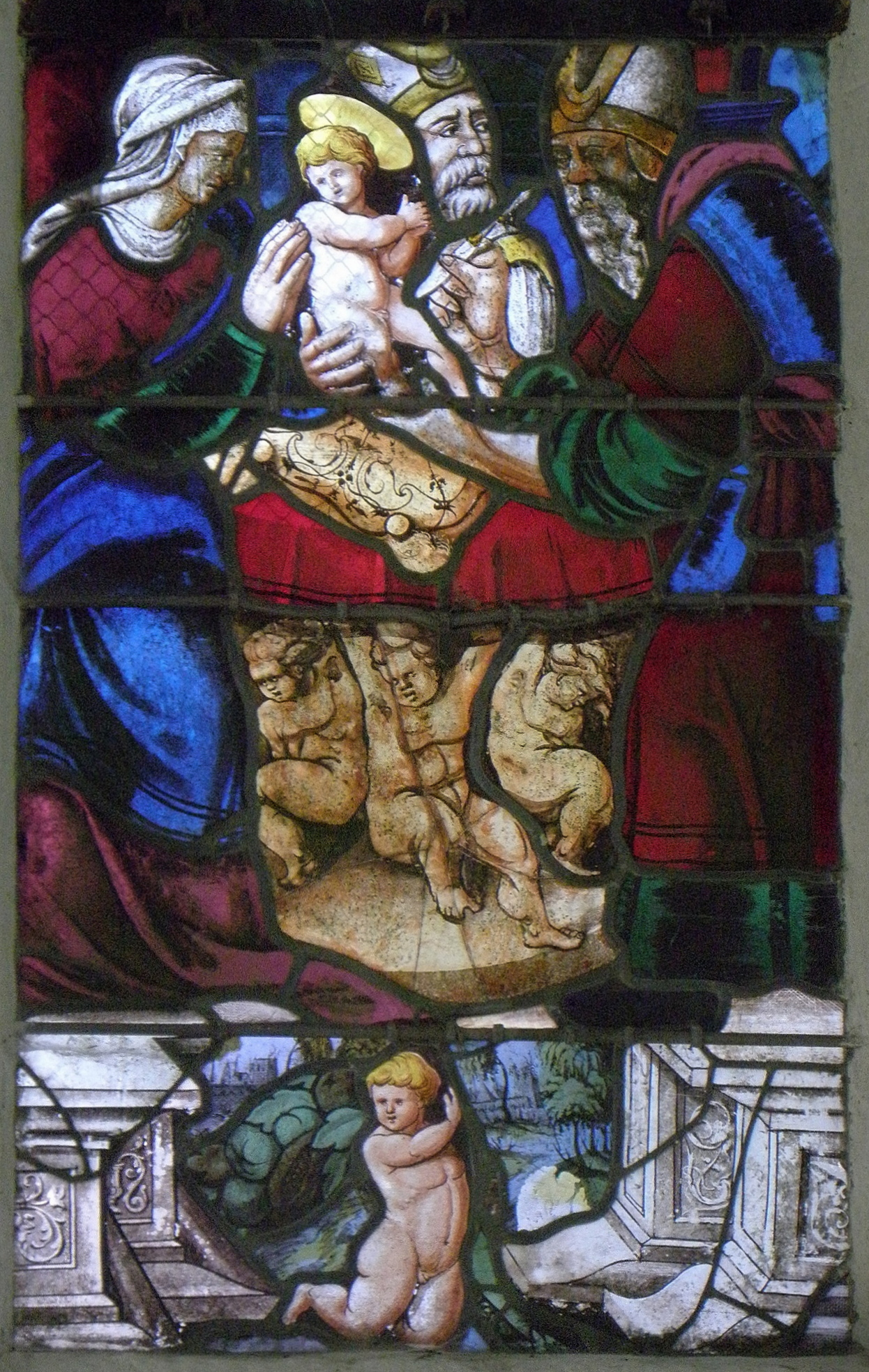
Beschneidung

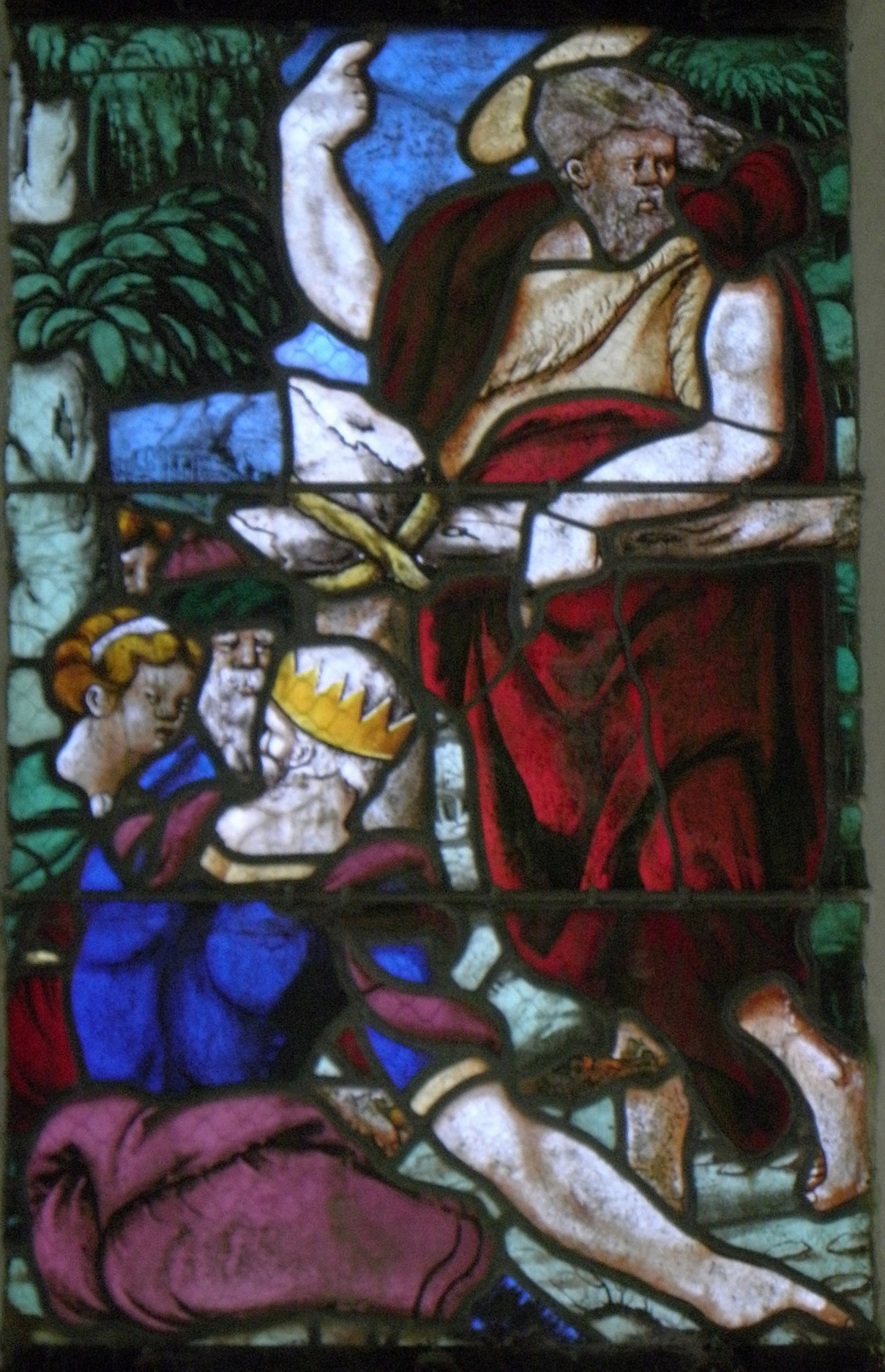
Eid des Johannes
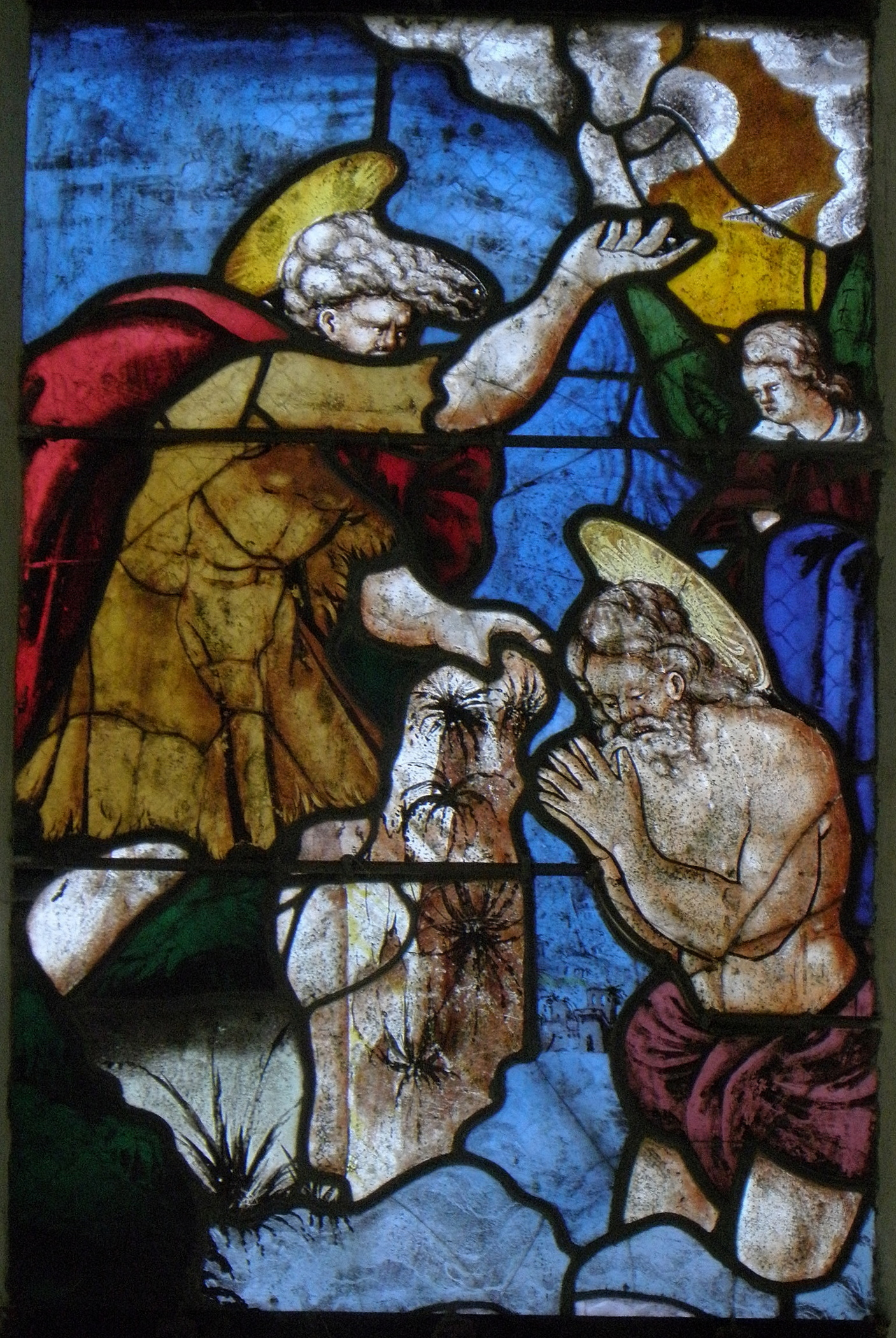
Taufe Jesu
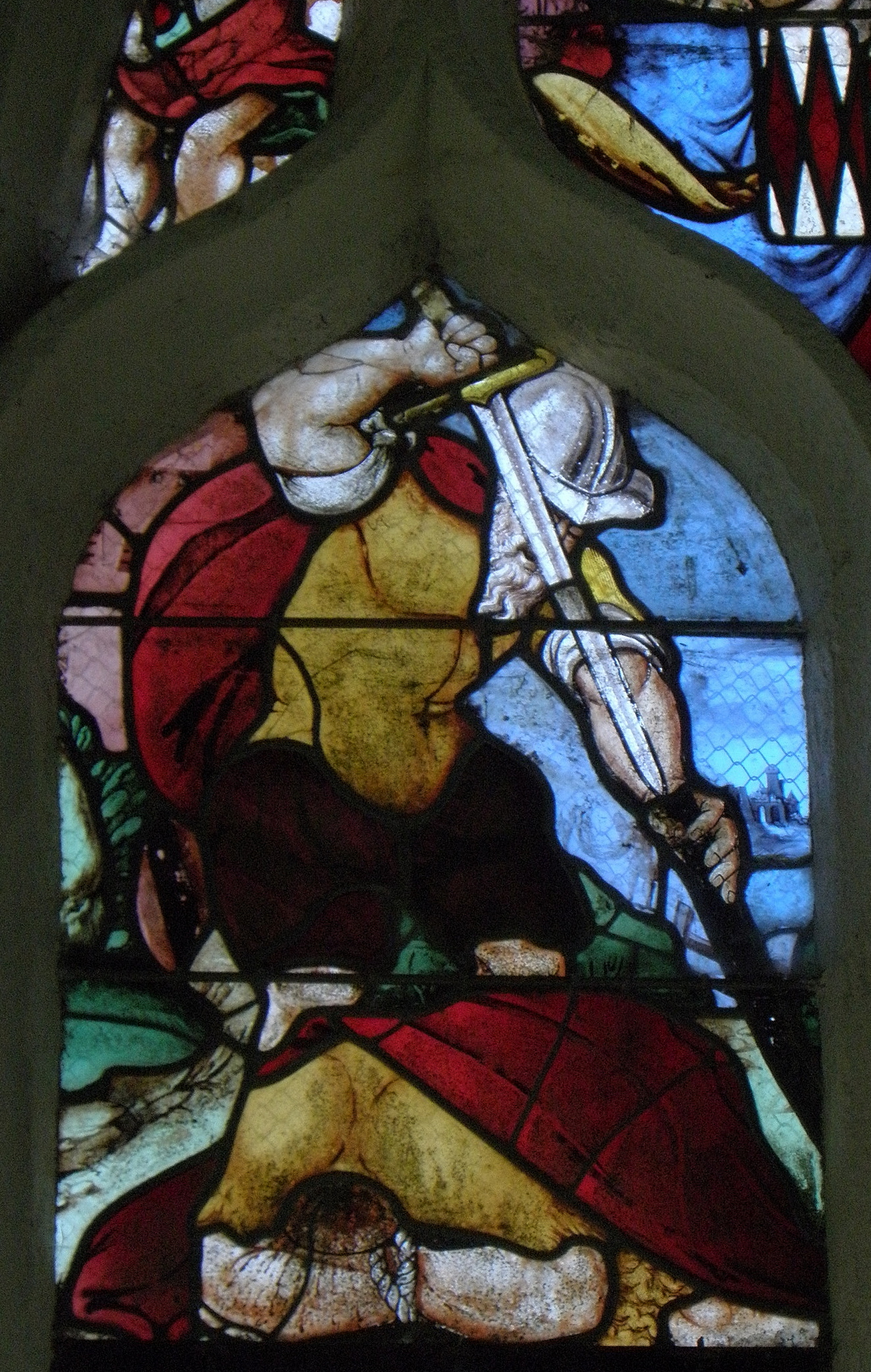
Enthauptung

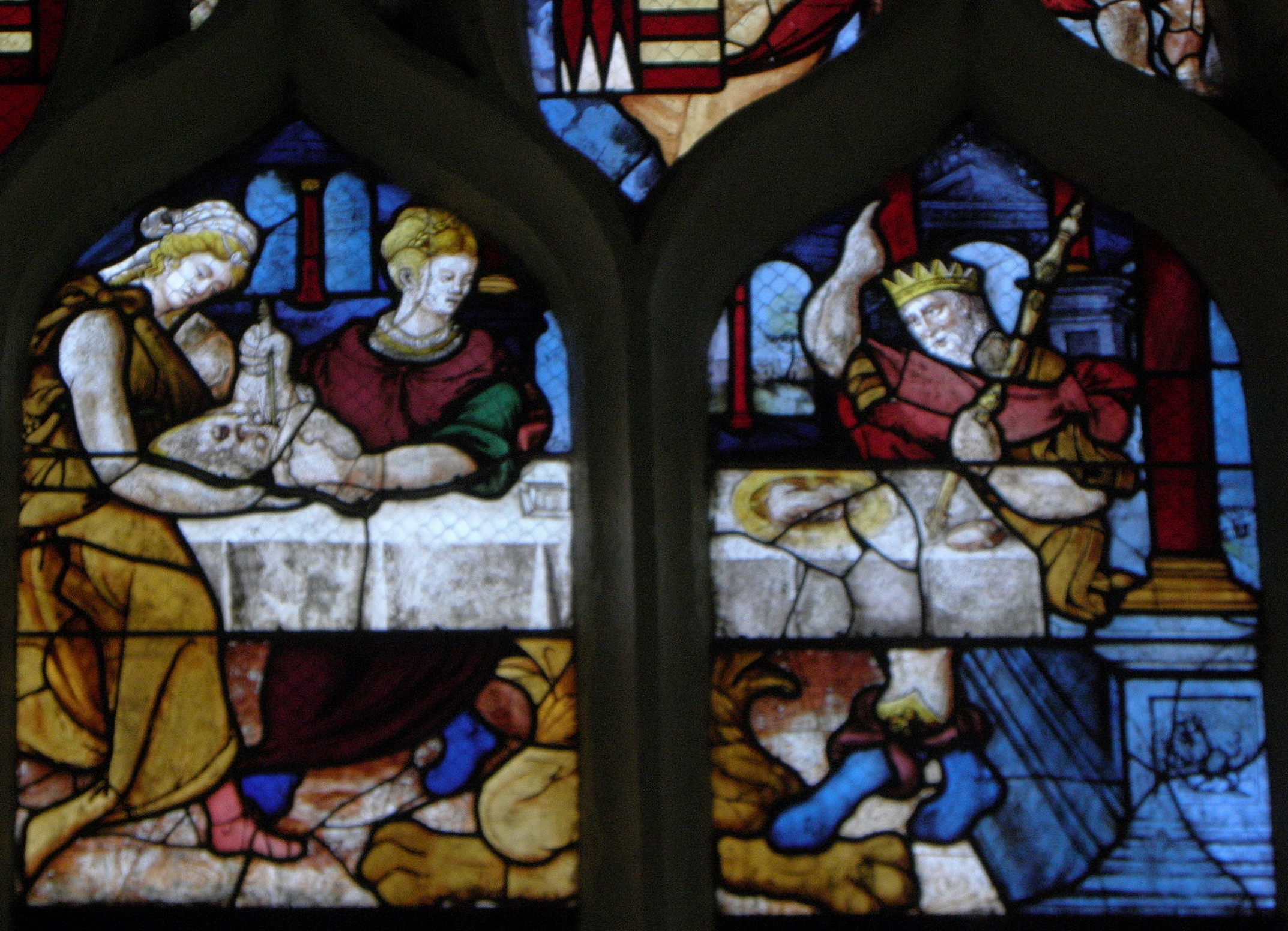
Fest des Herodias
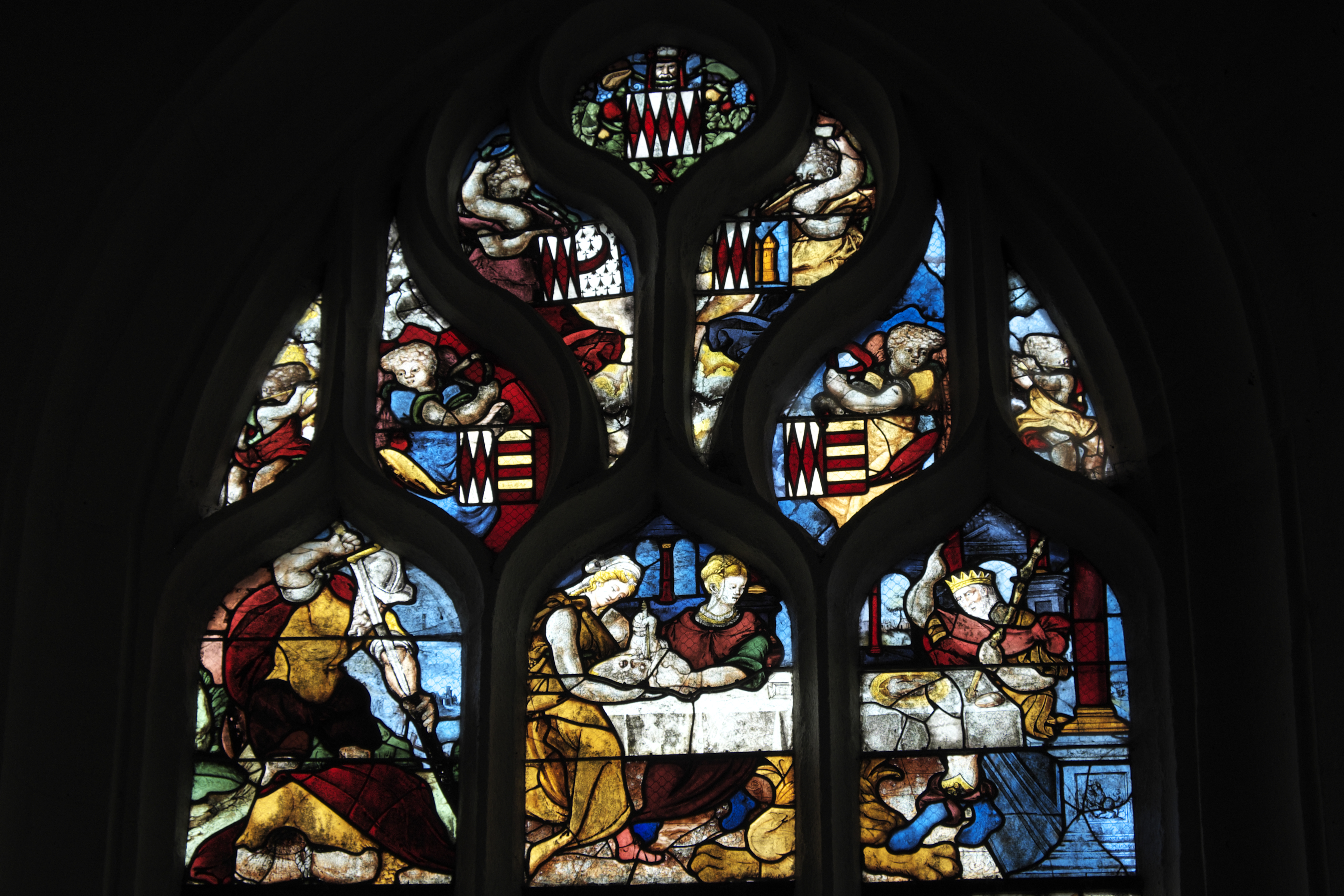
Maßwerk mit Wappen und musizierenden Engeln